# André Dumoulin
Vous pouvez aider à l'améliorer ou bien discuter des problèmes sur sa page de discussion.
- Il ne cite pas suffisamment ses sources. Vous pouvez indiquer les passages à sourcer avec {{référence nécessaire}} ou {{Référence souhaitée}}, et inclure les références utiles en les liant aux notes de bas de page. (Marqué depuis juillet 2014)
- Sa forme n’est pas encyclopédique et ressemble trop à un curriculum vitæ. Modifiez le texte pour aider à le transformer en article neutre. (Marqué depuis juin 2015)

- Archive Wikiwix
- Bing
- Cairn
- DuckDuckGo
- E. Universalis
- Gallica
- Google
- G. Books
- G. News
- G. Scholar
- Persée
- Qwant
- (zh) Baidu
- (ru) Yandex
- (wd) trouver des œuvres sur Wikidata

Pour les articles homonymes, voir Dumoulin.
André Dumoulin, né le 28 juin 1956 à Verviers (Belgique), est un politologue belge spécialiste dans le domaine de la défense européenne.

## Biographie
Docteur en sciences politiques de l’Université Lille II, il obtient un master en sciences politiques de l’Université de Liège avec pour sujet de mémoire : La décomposition de l'UEO (1999-2003) : variables institutionnelles et militaire) puis l'agrégation de l’enseignement secondaire inférieur en histoire (IESP, Jonfosse, Liège), avec pour sujet de mémoire : Stratégies militaires et idéologies politiques à travers la production cinématographique nord-américaine traitant du thème de la guerre nucléaire entre 1946 et 1976
Il travaille entre 1983 et 2000 au sein du Groupe de recherche et d'information sur la paix et la sécurité à Bruxelles. Il est maître de conférences à l'Université libre de Bruxelles entre 2000 et 2008 dans le domaine de la sécurité-défense européenne (séminaire de DEA, puis de Postgraduate).
Entre mars 2002 et janvier 2013, il est attaché de recherche à la Chaire d’Économie, puis au Département des sciences du comportement de l’École royale militaire (ERM) pour y travailler sur le volet PESD/PSDC de ces différentes matières.
Il est actuellement[Quand ?] attaché de recherche au Centre d’études de sécurité et défense de l’Institut royal supérieur de défense (IRSD) à Bruxelles et professeur à l’Université de Liège dans le domaine de la sécurité-défense européenne (séminaires, cours de DEA, bac et master), réparti en quatre champs : Politique européenne de sécurité et de défense commune (PSDC) ; Théories de la sécurité ; Politique étrangère européenne ; Histoire politique de la construction européenne
Membre du Réseau multidisciplinaire d’études stratégiques (RMES), membre du comité de lecture de la Revue Défense Nationale (Paris), il est l'auteur, depuis 1979, de nombreux articles, publications, rapports et communications publiques sur les problèmes de sécurité et de défense dans l’espace européen, à la fois dans le domaine PESDS/PSDC mais aussi dans le domaine de la dissuasion nucléaire.
Docteur en science politique de l'université de Lille 2 (juin 2000), attaché de recherche à l'École royale militaire (2002-2012) puis à l'Institut royal supérieur de défense (IRSD, Bruxelles) depuis janvier 2013, il est professeur à l’Université de Liège, au département de science politique, unité d’études européennes, où il donne les cours sur la « Politique européenne de sécurité et de défense » sur Théories de la sécurité »), sur « Histoire de la construction politique de l’Union européenne » et le cours sur la « Politique étrangère européenne ».
Collaborateur scientifique au Département de « Recherche et Enseignement en Politique internationale » (REPI, ULB), directeur de collection (RMES) aux éditions Bruylant/De Boeck, il travaille sur les dossiers nucléaires et les questions autour de la sécurité européenne depuis les années 1970. Collaborateur régulier à l’Annuaire français de relations internationales (AFRI), au Centre de recherche et d’information socio-politiques (CRISP, Bruxelles), à la Revue de Défense nationale (Paris) et à la revue Défense et sécurité internationale (DSI, Areion), il est l’auteur de nombreux articles, ouvrages et interventions sur ses domaines de prédilection.